# U-17号潜艇 (1912年)
陛下之17号潜艇是德意志帝国海军建造的一艘潜艇或称U艇。它由但泽的帝国船厂承建，于1912年4月16日下水，至同年11月3日交付使用。U-17号是在第一次世界大战海战期间服役的329艘德国潜艇之一，并参加了大西洋潜艇战役。在其四次巡逻中，该艇共击沉了11艘协约国或中立国商船，容积总吨为15122吨。战后，U-17号于1919年在基尔拆解报废，其承压舱则于1920年售予斯廷內斯。

## 历史
U-17号是由德意志帝国海军于1910年5月6日向但泽的帝国船厂订购。艇只于1912年4月16日下水，至同年11月3日交付使用。其首任艇长为海军上尉约翰内斯·费尔德基兴纳。第一次世界大战爆发后，U-17号被编入第二潜艇区舰队。
1914年10月20日，U-17号在挪威海岸拦下了866吨重的英籍货船格里特拉号，并在搜查了船上的货物后，命令船员登上救生筏，然后凿沉该船。这是历史上首艘由潜艇致沉的商船。六天后，U-17号又在多佛尔海峡的格里内岬附近以鱼雷击中了4590吨重的法国渡轮甘杜梅将军号。后者在沉没前入港，船上2500余人中有40人丧生。这是一战期间德国潜艇首次在没有预先警告的情况下袭击商船。但部分来源将甘杜梅将军号的沉没归功于U-24号潜艇。
1915年3月2日，U-17号的指挥权移交予海军上尉汉斯·瓦尔特。同年6月12日，该艇在苏格兰海岸追击并用鱼雷击沉了正从阿瑟港运送亚麻油至赫尔、有6047吨重的英国液货船迪沙布拉号。当这艘船沉没时，船员们得以乘救生艇逃生。瓦尔特的任期于1916年1月9日结束，第二天，U-17号转编至训练区舰队，此后一直作训练用途。
战争结束后，U-17号自1919年1月27日起在基尔的帝国船厂拆解报废，其承压舱则于1920年售予汉堡的斯廷内斯股份公司。

## 袭击历史摘要
| 日期           | 船名         | 船籍 | 吨位 | 结局       |
| -------------- | ------------ | ---- | ---- | ---------- |
| 1914年10月20日 | 格里特拉号   | 英国 | 866  | 击沉       |
| 1914年10月26日 | 甘杜梅将军号 | 法國 | 4590 | 击伤       |
| 1915年6月12日  | 科库斯号     | 丹麦 | 85   | 击沉       |
| 1915年6月12日  | 迪沙布拉号   | 英国 | 6047 | 击沉       |
| 1915年6月18日  | 艾尔莎号     | 英国 | 876  | 击沉       |
| 1915年8月8日   | 格伦拉沃尔号 | 英国 | 1092 | 击沉       |
| 1915年8月8日   | 马尔姆兰号   | 瑞典 | 3676 | 击沉       |
| 1915年8月10日  | 乌托邦号     | 英国 | 155  | 击沉       |
| 1915年8月14日  | 格洛里亚号   | 英国 | 130  | 击沉       |
| 1915年8月15日  | 约塔兰号     | 瑞典 | 3538 | 缴作战利品 |
| 1915年8月15日  | 马利号       | 丹麦 | 158  | 击沉       |
| 1915年8月16日  | 罗穆卢斯号   | 挪威 | 819  | 击沉       |
| 1915年8月16日  | 特略号       | 挪威 | 1218 | 击沉       |
| 1915年10月24日 | 路米纳号     | 瑞典 | 1418 | 缴作战利品 |

## 脚注
1. ↑  Helgason, Guðmundur. . German and Austrian U-boats of World War I - Kaiserliche Marine - Uboat.net.   [15 March 2015].
2. ↑  Helgason, Guðmundur. . German and Austrian U-boats of World War I - Kaiserliche Marine - Uboat.net.   [15 March 2015].
3. ↑  . 千龙网. 《中国国防报》. 2018-08-17  [2021-05-27]. （原始内容存档于2021-05-27）.
4. ↑  . German Notes.   [2008-03-25]. （原始内容存档于2008-03-10）.
5. 1 2  Helgason, Guðmundur. . German and Austrian U-boats of World War I - Kaiserliche Marine - Uboat.net.   [21 February 2014].
6. ↑   (PDF). The New York Times. 18 June 1915.